# Дослідження органу зору

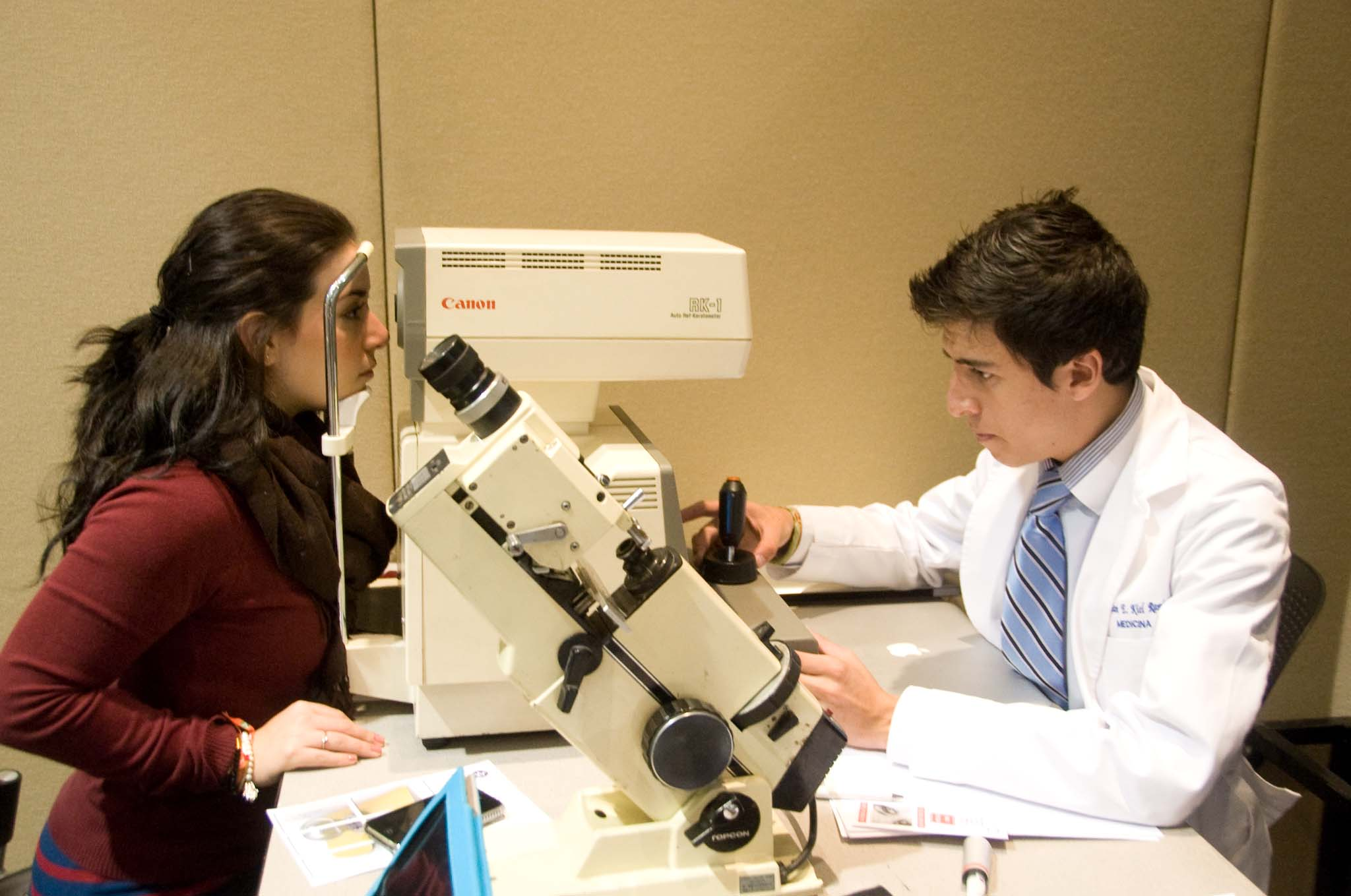
Дослідження очей, Мексика

Дослідження органу зору — дослідження зорового аналізатора людини за допомогою серії тестів, що проводяться лікарем-офтальмологом, окулістом або ортоптистом з метою оцінити гостроту зору, здатність до зорового зосередження, можливість розрізнити об'єкти, а також інші дослідження та вимірювання, що відносяться до органу зору. Згідно з думкою експертів ВООЗ, всі люди повинні мати доступ до періодичного і ретельному дослідженню зору в рамках планових первинних медичних оглядів, особливо після перенесених травм або на тлі захворювань очей, бо багато ускладнень можуть тривалий час протікати безсимптомно. Крім того, профілактичний огляд лікарем-спеціалістом може виявити потенційно виліковні захворювання очей, які без своєчасно розпочатого лікування можуть прогресувати та стати причиною розвитку сліпоти, а також очні прояви багатьох системних захворювань або ознаки наявності новоутворень або інших аномалій головного мозку.
В ідеальному варіанті, огляд очей людини охоплює зовнішній огляд, а також проведення необхідного набору тестів для визначення гостроти зору, вивчення функції очних і окорухових м'язів (рухливості очей, здатність до акомодації), полів зору, вимірювання внутрішньоочного тиску (тонометрія ока) і офтальмоскопія через розширені зіниці для вивчення стану очного дна.
Мінімальне обстеження очей складається з тестів для визначення гостроти зору, вивчення функції очних і окорухових м'язів, а також прямої офтальмоскопії через звичайну (медикаментозно не розширену) зіницю.